# Huis Vandenhaute-Kiebooms
Het Huis Vandenhaute-Kiebooms is een villa, naar het ontwerp van de modernistische architect Juliaan Lampens, in Huise in de gemeente Kruisem in Oost-Vlaanderen, gebouwd in 1967. Het heeft als opvallendste kenmerk zijn gebrek aan binnenmuren. Het pand is vastgesteld als onroerend erfgoed. 

## Interieur
Juliaan Lampens wou een pilaarloze open ruimte creëren. Dit geldt ook voor de private ruimtes, deze werden geplaatst in cilinders doorgesneden op ooghoogte. De keuken werd afgezonderd van de rest van het interieur door een gordijnachtige muur te plaatsen doorgesneden op heuphoogte. De andere ruimtes zijn enkel afgebakend door het meubilair.